# Howard-universiteit
De Howard-universiteit (Engels: Howard University) is een particuliere universiteit in de Amerikaanse hoofdstad Washington. Howard is een zogenaamde historically black university, wat inhoudt dat de universiteit tijdens de periode van rassensegregatie werd opgericht voor Afro-Amerikaanse studenten. Nog steeds is het leeuwendeel van de studenten van Afro-Amerikaanse afkomst. Howard staat bekend als de "zwarte Harvard" omdat het de meeste Afro-Amerikanen met een doctorgraad voortbrengt van alle historically black universities.
Howard is een particuliere school maar krijgt ook jaarlijks zo'n $235 miljoen aan subsidie van de Amerikaanse federale overheid. De universiteit heeft zo'n 11.000 studenten, waaronder ongeveer 7.300 undergraduates en 3.700 studenten aan de vier graduate schools voor rechten, geneeskunde, tandheelkunde en theologie.
De universiteit stond op een gedeelde 96e plaats in de America's Best Colleges 2008-lijst van U.S. News & World Report.

## Geschiedenis
De universiteit werd gevestigd door het Amerikaans Congres op 2 maart 1867 en vernoemd naar Oliver O. Howard, een generaal uit de Amerikaanse Burgeroorlog die opkwam voor de bevrijde en gevluchte slaven. Howard speelde ook een belangrijke rol in de stichting van de universiteit en diende als derde president van de universiteit.
De universiteit heeft een belangrijke rol gespeeld in de emancipatie van Afro-Amerikanen en de Amerikaanse burgerrechtenbeweging. In 1965 gaf Lyndon B. Johnson een toespraak aan de universiteit waarbij hij zijn plannen voor gelijke rechten voor Afro-Amerikanen presenteerde. Thurgood Marshall, het eerste Afro-Amerikaanse lid van het federale hooggerechtshof, studeerde aan Howard nadat hem de toegang geweigerd werd tot de law school van de Universiteit van Maryland. Ralph Bunche, in 1950 de eerste zwarte Nobelprijswinnaar, was hoofd van de faculteit politieke wetenschappen. De activist Stokely Carmichael, de eerste die de term black power gebruikte, studeerde aan Howard in de jaren 1960.

## Bekende studenten
- Debbie Allen, actrice, danseres en choreografe, bekend van Fame
- Nnamdi Azikiwe, eerste president van Nigeria
- Chadwick Boseman, acteur, filmproducent, filmregisseur en scenarioschrijver
- Edward Brooke, eerste Afro-Amerikaanse lid van het Amerikaanse Senaat
- Donald Byrd, jazzmusicus
- Agnès Callamard, mensenrechtenactivist
- Virginia Capers, actrice
- Stokely Carmichael, activist, de eerste die de term black power gebruikte
- Sean Combs, rapper, ook bekend als Puff Daddy en P. Diddy
- Ossie Davis, acteur, regisseur en schrijver
- Cheick Modibo Diarra, astrofysicus uit Mali, directeur van Microsoft Africa
- David Dinkins, voormalig burgemeester van New York
- Mike Espy, voormalig minister van landbouw
- Adrian Fenty, burgemeester van Washington, D.C.
- Roberta Flack, zangeres, Grammywinnares, bekend van Killing me Softly
- Stanley Greaves, Guyaans beeldend kunstenaar, schrijver en musicus
- Kamala Harris, vicepresident van de Verenigde Staten
- Donny Hathaway, Amerikaanse arrangeur, componist en zanger van soulmuziek
- Shaka Hislop, voetballer
- Dianne Houston, regisseur
- Cheddi Jagan, president van Guyana
- Percy Lavon Julian, scheikundige
- Sharon Pratt Kelly, voormalig burgemeester van Washington, D.C.
- Thurgood Marshall, voormalig lid van het hooggerechtshof
- Keith Mitchell, voormalig premier van Grenada
- Toni Morrison, schrijfster, winnaar van de Nobelprijs voor literatuur
- Phylicia Rashad, actrice, bekend van The Cosby Show
- Tracie Thoms, actrice
- Isaiah Washington, acteur, bekend van Grey's Anatomy
- Marlon Wayans, komiek, acteur en regisseur
- Jeremiah Wright, predikant, bekend als dominee van president Barack Obama
- Andrew Young, voormalig burgemeester van Atlanta en eerste Afro-Amerikaanse ambassadeur naar de Verenigde Naties